# Corydoras paleatus
Corydoras paleatus (Jenyns, 1842) è un pesce di acqua dolce appartenente alla famiglia Callichthyidae proveniente dal Sud America.

## Descrizione
Presenta un corpo allungato, leggermente compresso sull'addome e sui lati, che raggiunge una lunghezza massima di 5,9 cm. La colorazione è bruna con macchie più scure e spesso con riflessi metallici soprattutto sull'opercolo. Macchie scure sono presenti anche sulle pinne, in particolare una alla base della pinna dorsale, più alta nei maschi. Il ventre è pallido rispetto al resto del corpo.

## Biologia

### Comportamento
Nuota in piccoli gruppi, sempre sul fondo.

### Alimentazione
È una specie onnivora che si nutre sia di invertebrati come insetti, vermi e piccoli crostacei che di piante.

### Riproduzione
È oviparo e le uova, circa 100, vengono fecondate mentre si trovano tra le pinne ventrali della femmina e incollate alle piante o alle rocce. Non ci sono cure nei confronti di avannotti e uova.

## Distribuzione e habitat
È una specie tipica degli stagni, diffusa in Brasile e Uruguay; vive in acque con temperature intorno a 20 °C.

## Acquariofilia
È una specie molto diffusa negli acquari e che si riproduce facilmente in cattività, adatta anche alle vasche di comunità perché pacifica. Deve essere allevato in gruppi.